# Байдаков, Владимир Константинович
Владимир Константинович Байдаков (1912—1974, Нижний Тагил) — советский конструктор танков.

## Биография
С 1928 году работал в Харькове учеником слесаря и слесарем. В 1935 году окончил Харьковский институт инженеров железнодорожного транспорта, после чего служил в РККА.
С 1936 года старший конструктор Харьковского КБ машиностроения. Участвовал в создании танка Т-34.
В 1941 году вместе с КБ эвакуирован на Уралвагонзавод. Работал в отделе главного конструктора: руководитель группы, начальник бюро, с 1960 по 1974 г. — заместитель главного конструктора.
С 1956 по 1958 год руководитель группы советских специалистов по организации производства танков Т-54 в Чехословакии.
Участник создания и освоения серийного производства танков Т-54, Т-55, Т-62 и других.
Награжден орденами Октябрьской Революции (1971), «Знак Почёта» (1944) и медалью «За доблестный труд в Великой Отечественной войне 1941—1945 г.г.».
Скончался 21 декабря 1974 года в Нижнем Тагиле. Похоронен на кладбище «Пихтовые горы».